# Herbert Schottelius
Herbert Schottelius (* 14. Juli 1913 in Hamburg; † 18. April 1974 in Buchenbach) war ein deutscher Offizier (Oberst) und Militärhistoriker. Er war Amtschef des Militärgeschichtlichen Forschungsamtes.

## Leben
Schottelius studierte von 1933 bis 1938 Geschichte, Erdkunde, Ethnologie und Romanische Sprachen an der Universität Hamburg und der Universität Königsberg. 1938 wurde er bei Adolf Rein (der Mitgutachter war Egmont Zechlin) an der Universität Hamburg mit der Dissertation Mittelamerika als Schauplatz deutscher Kolonisationsversuche 1840–1865 zum Dr. phil. promoviert.
1939 wurde er wissenschaftlichen Hilfsarbeiter am Historischen Seminar und forschte 1939/40 am Deutsch-Dominikanischen Tropenforschungsinstitut (DDTFI) in Ciudad Trujillo. Er war dort mit dem Mesoamerikanisten Franz Termer und vor allem Naturwissenschaftlern und Medizinern tätig. Die Rückreise nach Deutschland gestaltete sich aufgrund der Atlantikschlacht schwierig. Von 1940 bis 1945 wurde er zur Wehrmacht eingezogen.
Nach dem Zweiten Weltkrieg war er Dolmetscher der Alliierten in der Britischen Besatzungszone in Hamburg. 1948 absolvierte er das Lehrerexamen und wurde wissenschaftlicher Assistent der Überseegeschichtlichen Abteilung am Historischen Institut der Universität Hamburg. 1952 wurde er wissenschaftlicher Angestellter der Hamburger Schulbehörde und leitete kommissarisch die Forschungsstelle für die Geschichte Hamburgs von 1933 bis 1945; 1956 verließ er als letzter Mitarbeiter die Einrichtung.
Er gehörte ab Mai 1956 als Hauptmann zum Vorauspersonal und war in den 1950er Jahren als Major Lehrgruppenkommandeur an der Schule der Bundeswehr für Innere Führung (InFüSBw) in Köln/Koblenz. Von 1963 bis 1967 war der Oberstleutnant i. G. Verteidigungsattaché für Argentinien, Bolivien und Uruguay in der Deutschen Botschaft Buenos Aires. Er war von 1969 bis 1972 als Oberst i. G. Amtschef des Militärgeschichtlichen Forschungsamtes (MGFA) in Freiburg im Breisgau.
Herbert Schottelius wurde auf dem Friedhof Ohlsdorf beigesetzt. Die Grabstätte im Planquadrat AF 15 ist heute verwaist und zugewachsen.

## Schriften (Auswahl)
- Mittelamerika als Schauplatz deutscher Kolonisationsversuche 1840–1865. Christians, Hamburg 1939.
- (Hrsg. mit Wilhelm Deist): Marine und Marinepolitik im kaiserlichen Deutschland, 1871–1914. Militärgeschichtliches Forschungsamt, Droste, Düsseldorf 1972, ISBN 3-7700-0319-5. (2. Auflage 1981)
- (mit Inge Buisson): Die Unabhängigkeitsbewegungen in Lateinamerika, 1788–1826 (= Handbuch der lateinamerikanischen Geschichte). Klett-Kotta, Stuttgart 1980, ISBN 3-12-911400-9.